# MONDAY
『MONDAY』（マンデー）は、2000年製作の日本映画。SABU監督の代表作品。主演は堤真一。

第50回ベルリン国際映画祭国際批評家連盟賞・カリガリ特別賞・ドンキホーテ特別賞受賞。
真面目で平凡なサラリーマンが、酔った勢いで事件を起こし、ヤクザや警察から追われる姿をコミカルに描く。

## あらすじ
月曜の朝、見知らぬホテルの一室で目覚めたごく普通のサラリーマン・高木。二日酔いに頭を押さえ、週末の記憶を辿るが思い出せない。だがポケットに入っていたお浄めの塩に気付いたことで、次第に自分がしでかしたとんでもない記憶が蘇ってくる・・・。

## スタッフ
- 製作 - 李鳳宇、斎藤晃、香山哲
- プロデューサー - 室岡信明、石原仁美、荒川礼子、樫野孝人
- 監督・原案・脚本 - SABU
- 撮影 - 佐藤和人
- 音楽 - 渋谷慶一郎
- 編集 - 小永組雄
- 主題曲 - キャプテンファンク

## キャスト
- 高木光一 - 堤真一
- 霧島優子 - 松雪泰子
- 近藤理恵 - 大河内奈々子
- 町田由紀 - 西田尚美
- 近藤光男 - 安藤政信 (友情出演)
- 村井良夫 - 大杉漣
- アキコ - 小島聖
- 浮浪者＆悪魔 - 麿赤兒
- 大島大介 - 塩見三省
- 神山伸吾 - 野田秀樹
- 花井喜一郎 - 山本亨
- 島光彦 - 田口トモロヲ
- 中野三郎 - 寺島進
- 久保正樹 - 松重豊
- 近藤美代子 - 根岸季衣
- ケンジ - 津田寛治
- ベルボーイ - 堀部圭亮
- 深沢邦之
- 三原康可
- 田中要次

## 主題歌・劇中歌
- 主題歌「Twist&Shout」（キャプテンファンク）
- 劇中歌「Home Sweet Home」「Rock on the Floor」（キャプテンファンク）